# Diazoverbindungen

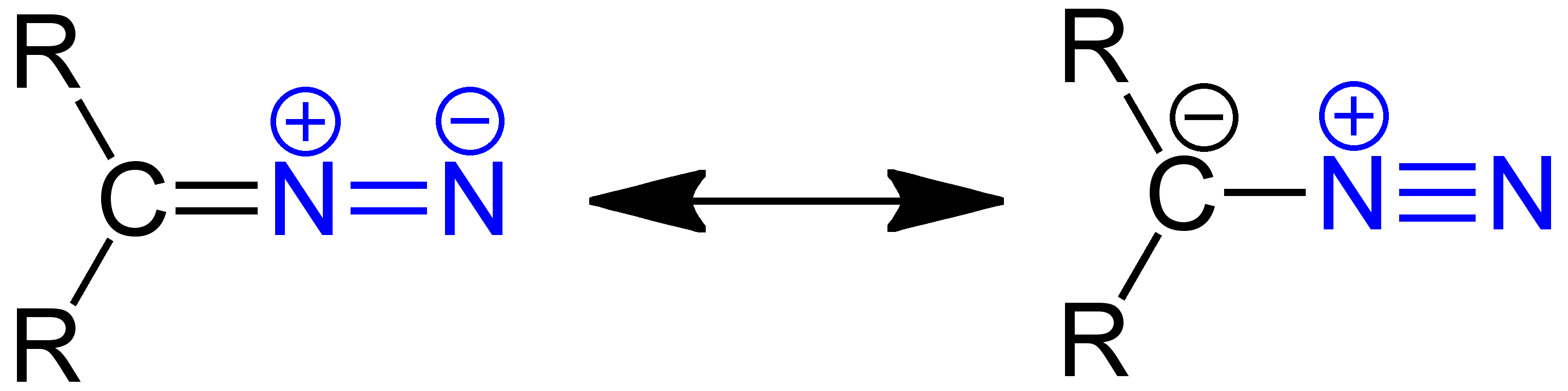
Mesomere Grenzstrukturen von Diazoverbindungen. Die Diazo-Gruppe ist blau markiert; R steht für ein Wasserstoffatom oder für eine Organylgruppe.

Diazoverbindungen sind eine Stoffgruppe organisch-chemischer Verbindungen mit der allgemeinen Strukturformel R1R2C=N=N; dabei sind R1 und R2 kohlenstoffhaltige Reste oder Wasserstoff. Die einfachste Diazoverbindung ist Diazomethan. Die erste in der Literatur beschriebene Diazoverbindung ist Diazodinitrophenol, das auch mit einem Diazoniumsalz in Mesomeriebeziehung steht.

## Vertreter
Die wichtigsten Diazoverbindungen sind Diazomethan und Ethyldiazoacetat.

## Vorkommen
Trotz ihrer hohen Reaktivität kommen Diazoverbindungen in der Natur vor, hauptsächlich aus Bakterien der Gattung Streptomyces. Mit Stand 2011 waren über dreißig natürliche Diazoverbindungen bekannt. Die erste derartige Verbindung, die 1954 aus Streptomyces fragilis isoliert wurde, war Azaserin. Seitdem wurden weitere von Aminosäuren abgeleitete Diazoverbindungen aus Streptomyces isoliert, beispielsweise Thrazarin und 6-Diazo-5-oxonorleucin. Weitere natürlich vorkommende Diazoverbindungen sind das aus Streptomyces cremeus isolierte Cremeomycin, das sich von Benzochinon ableitet, und das Lagunamycin. Die Kinamycine sind eine Gruppe von Naturstoffen mit einer vom Fluoren abgeleiteten Struktur. Sie machen einen erheblichen Teil der bekannten natürlichen Diazoverbindungen aus. Die Biosynthese natürlicher Diazoverbindungen geht vermutlich von Aminosäuren aus, deren Aminogruppe eines der beiden Stickstoffatome beisteuert.

## Herstellung
Methylenaktive Verbindungen wie Diethylmalonat oder Ethylcyanoacetat können durch Sulfonylazide in Diazoverbindungen umgewandelt werden. Dazu gehören Tosylazid, Mesylazid und Imidazol-1-sulfonylazid. Unter geeigneten Bedingungen, insbesondere mit 4-Acetamidobenzolsulfonylazid, können auch arylsubstiuierte Verbindungen umgesetzt werden, die keine zwei elektronenziehenden Gruppen aufweisen. Eine Strategie, um einfache Ketone wie Acetophenon zu Diazoverbindungen umzusetzen, besteht in der Aktivierung mit einer Formylgruppe. Diese wird durch Umsetzung mit Ethylformiat und Natriumethanolat eingeführt und bei der Umsetzung mit Tosylazid wieder abgespalten. Eine neuere Variante ist die Reaktion mit Benzoylchlorid und Titantetrachlorid zur Aktivierung gefolgt von Umsetzung mit para-Acetamidobenzolsulfonylazid und Diazabicycloundecen. Dimethyldiazomethylphosphonat kann aus Dimethylmethylphosphonat hergestellt werden, indem dieses zunächst durch Einführung einer Trifluoracetylgruppe mit 2,2,2-Trifluorethyltrifluoracetat und Butyllithium aktiviert und dann mit para-Acetamidobenzolsulfonylazid umgesetzt wird. α-Bromierte Ketone und Ester der Bromessigsäure können in Gegenwart einer Base mit Ditosylhydrazin in Diazoverbindungen überführt werden.
Die Umsetzung von N-Methyl-N-nitroso-p-toluolsulfonamid mit einer Base erzeugt Diazomethan:
Tol-SO2–N(NO)CH3 + KOH → H2CN2 + Tol-SO3−K+ + H2O
Diazoverbindungen können außerdem durch die Oxidation von Hydrazonen hergestellt werden. Die meistgenutzten Oxidationsmittel hierfür sind Quecksilber(II)-oxid, Mangan(IV)-oxid, Silber(I)-oxid und Blei(IV)-acetat. Des Weiteren kann Dimethylsulfoxid mit Oxalylchlorid eingesetzt werden, das auch für die Swern-Oxidation verwendet wird.

## Eigenschaften
Viele Diazoverbindungen sind sehr instabil, vor allem aliphatische Vertreter und ganz besonders der einfachste Vertreter Diazomethan. Unter Umständen können sie explosiv reagieren. Diazoverbindungen, welche mehrere elektronenziehende Gruppen aufweisen, sind hingegen deutlich stabiler. Aus Sicherheitsgründen wird Diazomethan in der Regel nur in kleinen Mengen verwendet, in Glasgeräten ohne Schliff und in verdünnter Lösung.
Diazoverbindungen sind isolierbare, aber sehr reaktive giftige Verbindungen, die oft als Synthesezwischenstufen dienen. Einfache Diazoverbindungen sind flüchtig und explosiv. Diazoverbindungen besitzen mit N2 eine sehr gute Abgangsgruppe (Bildung von gasförmigem Stickstoff). Reaktionen mit Diazoverbindungen müssen bei tiefen Temperaturen durchgeführt werden, da sich Diazoverbindungen sehr leicht zersetzen (Abspaltung von N2). Aromatische Diazoverbindungen sind meist stabiler als aliphatische. Sie zeigen einen stabilen, internen Dipolcharakter, der sich durch zwei mesomere Grenzstrukturen beschreiben lässt; dabei ist eine ein Ylid.

## Reaktionen
Diazoverbindungen können als Alkylierungsmittel z. B. bei Veresterungen oder zur Bildung von Ethern eingesetzt werden, aufgrund ihres hohen Preises und da sie schwierig zu handhaben sind, meist jedoch nur im Labor.
So dient z. B. Diazomethan als Methylierungsmittel für Phenole und Carbonsäuren:
RCO2H + H2CN2 → RCO2CH3 + N2
Bei der Reaktion wird im ersten Schritt das acide Proton auf das Diazomethan übertragen, das ein Methandiazonium-Ion [H3C–N2]+ bildet. Ein Nukleophil oder wie in diesem Fall ein Anion RCO2− reagiert weiter unter Abspaltung von N2.
Alkohole mit Substituenten, die einen −I-Effekt zeigen, welche die Acidität der OH-Gruppe erhöhen, können relativ leicht mit Diazomethan reagieren. Nicht-aktivierte Alkohole lassen sich jedoch nicht direkt oder nur in Gegenwart von Silikagel methylieren.
Wichtig sind Diazoverbindungen auch als Quelle für Carbene, die durch die Abspaltung von N2 gebildet werden.
RR'CN2 → RR'C: + N2

### Wolff-Umlagerung
Bei der Wolff-Umlagerung werden α-Diazocarbonylverbindungen in Ketene überführt. Dabei wird molekularer Stickstoff abgespalten und der Rest, der nicht die Diazogruppe trug, wandert um ein Kohlenstoffatom. Bedeutung hat die Wolff-Umlagerung vor allem als Teilschritt der Arndt-Eistert-Homologisierung und für Ringverengungs-Reaktionen. Diese finden statt, wenn das Edukt ein cyclisches Keton ist und eignen sich auch um gespannte Cyclobutanringe zu erzeugen. Die Wolff-Umlagerung ist eine wichtige und praktische Methode zur Erzeugung von Ketenen, die meist nicht isoliert, sondern direkt weiter umgesetzt werden. Die Reaktion kann gestartet werden, indem das Edukt erhitzt oder bestrahlt wird oder mittels Katalyse durch Silber(I) oder Rhodium(II).

### Arndt-Eistert-Homologisierung
Durch die Arndt-Eistert-Homologisierung werden Carbonsäuren homologisiert, also um die Kohlenstoffkette um ein Atom verlängert. Eine Carbonsäure wird zunächst in ein Carbonsäurechlorid überführt, beispielsweise mit Thionylchlorid oder Phosphortrichlorid. Umsetzung des Carbonsäurechlorids mit Diazomethan ergibt unter Abspaltung von Chlorwasserstoff und Stickstoff ein Keten (siehe Wolff-Umlagerung oben), das durch wässrige Hydrolyse wieder eine Carbonsäure ergibt. Durch Inkorporierung des Kohlenstoffatoms aus dem Diazomethan ist diese um ein Atom verlängert. Wird im letzten Schritt statt Wasser ein Alkohol, Ammoniak oder ein Amin eingesetzt kann statt der homologisierten Carbonsäure direkt ein abgeleiteter Carbonsäureester oder ein Carbonsäureamid erhalten werden.

## Verwendung
Diazomethan wird in der Synthese des HIV-Medikaments Nelfinavir verwendet.